# 골든힛트
《골든힛트》는 대한민국의 음악인 신해철과 윤상의 프로젝트 그룹 노땐스(NODANCE)의 첫 앨범으로, 두 사람이 각자 작업하거나 공동으로 작업한 테크노 장르의 곡 들이 수록되어있다.

## 음반 해설
1996년 발매된 이 앨범에서 노땐스는 테크노음악이 당시 국내 가요시장에서 댄스음악의 대량복제에 쓰여온 왜곡된 현실을 바로잡고, 테크노음악으로도 얼마든지 실험적인 음악을 할 수 있다는 것을 보여주려 했다. 신해철은 감상용 테크노 음악을, 윤상은 서정적인 테크노 발라드라 불릴만한 음악을 선보였다고 밝혔다.

## 리메이크/리마스터된 곡들
윤상의 곡
- 《CLICHÈ》 리마스터 - 자장가, 반격, 달리기
- 달리기 - S.E.S.(2002년, 5집 《Choose My Life-U》), SG 워너비(2010년, 배우 엄지원과 듀엣), 옥상달빛(2015년, 싱글 〈달리기〉), 이영현(2016년, 박준형과 《듀엣가요제》에서 듀엣)

신해철의 곡
- 《Crom's Techno Works》 - Moon Madness (월광)

## 수록곡
| #   | 제목                             | 작사           | 작곡   | 편곡   | 재생 시간 |
| --- | -------------------------------- | -------------- | ------ | ------ | --------- |
| 1.  | 〈In the Name of Justice〉       | 신해철         | 신해철 | 김유성 | 5:18      |
| 2.  | 〈질주〉                         | 박창학, 신해철 | 윤상   | 김유성 | 3:50      |
| 3.  | 〈자장가〉                       | 박창학         | 윤상   | 김유성 | 4:52      |
| 4.  | 〈월광/Moon Madness〉            | 신해철         | 신해철 | 김유성 | 6:28      |
| 5.  | 〈기도 (Radio Edit)〉            | 신해철         | 신해철 | 김유성 | 4:38      |
| 6.  | 〈반격〉                         | 박창학         | 윤상   | 김유성 | 4:19      |
| 7.  | 〈Drive〉                        | 신해철         | 신해철 | 김유성 | 5:02      |
| 8.  | 〈달리기〉                       | 박창학         | 윤상   | 김유성 | 3:38      |
| 9.  | 〈기도〉 (Original Version)      | 신해철         | 신해철 | 김유성 | 6:06      |
| 10. | 〈시장에 가면〉 (참 건전한 가요) |                |        |        | 0:00      |

## 참여
이 목록은 해당 앨범의 부클릿에서 발췌하였다.
노댄스
- 신해철 - 프로듀서, 보컬, 작사·작곡·편곡, 컴퓨터 프로그래밍, 건반, 코러스
- 윤상 - 프로듀서(공동), 보컬, 작곡·편곡, 컴퓨터 프로그래밍, 건반, 코러스

기타 참여 인물
- 박창학 - 작사(2, 3, 6, 8)
- 김유성 - 추가 프로그래밍 등
- 손무현 - 기타
- 이정식 - 색소폰(4)

스탭
- 김유성 - 공동 프로듀서
- 김경남(Revolution No.9) - 이그제큐티브 프로듀서
- Gary Langan - 믹싱
  - 이은석 - 보조
- 이유억, 이은석(유니버설 스튜디오) - 녹음
- 박호일(장충스튜디오) - 추가 녹음
  - 홍장욱 - 보조
- 전상일(電視空) - 아트 디렉터, 시각 컨셉, 디자인, 레이아웃, 카피라이트, 일러스트레이터, 컴퓨터 그래픽, 로고 디자인
- 정환 - 디자이너(기계 예수 그림)
- 권도형 - 사진
  - 오정석, 홍가림 - 사진
- 고영준 - 사진협조
- 류지원 - 스타일리스트
  - 정유미, 안미현 - 복장, 분장
- 닉스, 셔츠 앤 타이, 사딕, 나인식스 - 의상협찬사
- 백건우 - 모델 섭외

뮤직비디오
- 정아미 - 〈질주〉 뮤직비디오 감독
- 고현수 - 〈기도〉 뮤직비디오 감독